# Velarifictorus bicornis
Velarifictorus bicornis är en insektsart som beskrevs av Sigfrid Ingrisch 1998. Velarifictorus bicornis ingår i släktet Velarifictorus och familjen syrsor. Inga underarter finns listade i Catalogue of Life.